# تپه دره خانی شرقی
تپه دره خانی شرقی مربوط به دوره اشکانیان - دوره ساسانیان -قرون میانه دوران‌های تاریخی پس از اسلام است و در شهرستان ملایر، بخش سامن، دهستان سامن، ۱/۵ کیلومتری جنوب شهر سامن واقع شده و این اثر در تاریخ ۲۵ آبان ۱۳۸۷ با شمارهٔ ثبت ۲۳۷۰۶ به‌عنوان یکی از آثار ملی ایران به ثبت رسیده است.